# Leomar Albarran
Leomar Albarran (* 29. Februar 1992) ist ein venezolanischer Gewichtheber.

## Karriere
Albarran gewann 2009 bei den Panamerikanischen Meisterschaften in der Klasse bis 94 kg die Bronzemedaille. 2010 gewann er bei den Südamerikaspielen in Medellín die Silbermedaille. Bei den Zentralamerika- und Karibikspielen in Mayagüez im selben Jahr gewann er Silber in der Klasse bis 105 kg. 2011 war er beim Internationalen Simon-Bolivar-Turnier Zweiter in der Klasse bis 94 kg. Bei den Panamerikanischen Meisterschaften 2013 in Isla Margarita startete er wieder in der Klasse bis 105 kg und erreichte den sechsten Platz. Kurz danach wurde er allerdings bei einer Trainingskontrolle positiv auf Testosteron getestet und vom Weltverband IWF für zwei Jahre gesperrt.